# Daniel Goldhagen

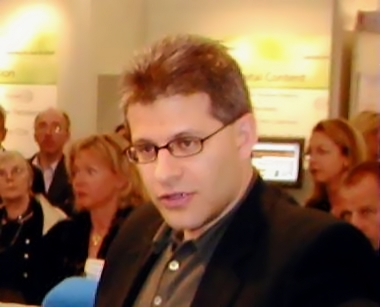

Daniel Jonah Goldhagen (sinh năm 1959) là một nhà khoa học chính trị người Mỹ gốc Do thái. Ông nổi tiếng nhờ vào quyển sách Những đao phủ quyết tâm của Hitler do ông xuất bản năm 1996. Trong đó, ông thừa nhận những người Đức bình thường chẳng những biết rõ mà còn ủng hộ cuộc diệt chủng người Do Thái ở châu Âu, bởi vì chủ nghĩa bài Do thái độc nhất và dị thường của cá tính người dân Đức vốn đã phát triển từ những thế kỷ trước. Ông Goldhagen viết rằng trạng thái tâm lý đặc biệt này phát xuất từ những quan điểm của một nền tảng tôn giáo thời Trung cổ nhưng cuối cùng đã bị trần tục hóa.